# Incendie de l'hôpital Socola
L'incendie de l'hôpital Socola, situé dans le quartier de Iași en Roumanie a été signalé vers 3 h 5 le 25 décembre 2020. Deuxième d'une série de trois incendies majeurs survenus dans des hôpitaux en Roumanie, il a fait une victime.

## Incendie
Le 25 décembre 2020, la nuit de Noël, vers 3 h 5 (EET), un incendie à la clinique psychiatrique de Socola a été signalé dans le quartier de Iași en Roumanie. Deux camions de pompiers et une unité de soins intensifs avec un médecin sont arrivés sur les lieux après que l'incendie a été signalé. L'incendie a été éteint à 4 h 0.
Il est supposé que l'incendie s'est déclaré parce qu'un patient a commencé à fumer, bien que l'on ne sache pas comment les cigarettes ont pu entrer dans le bâtiment,.
Au total, dix-huit patients,ont pu être évacués de l'hôpital en quinze minutes, dont un homme de trente-trois ans retrouvé semi-inconscient et montrant des brûlures et des signes d'inhalation de fumée. Une tentative pour le réanimer a été effectuée, mais il a été déclaré mort le jour même à 6 h 0,.
Selon Bogdan Șaramet, le directeur de la clinique psychiatrique de Socola, le patient ayant péri des suites de l'incendie y était hospitalisé pour la première fois et n'avait pas d'antécédents médicaux, mais y était entré après un « épisode aigu ». Il se trouvait dans le pavillon 1B, qui était le plus grand de l'hôpital et avait été transformé au début de l'année 2020 en « hall » pour les patients ayant subi des tests RT-PCR.

## Autres incendies d'hôpitaux en Roumanie survenus à partir de 2020
L'incendie de la clinique psychiatrique de Socola est le deuxième d'une série de trois incendies majeurs survenus dans des hôpitaux en Roumanie. Le premier d'entre eux était l'incendie de l'hôpital Piatra Neamț le 14 novembre 2020 qui a fait dix victimes, et le troisième l'incendie de l'hôpital Matei Balș le 29 janvier 2021, qui a fait dix-sept morts,.
Début janvier, deux autres incendies d'hôpitaux se sont produits dans le pays, l'un le 2 janvier à Roman et l'autre le 5 janvier à Galați. Aucun de ces deux incendies n'a fait de victimes.
Le 1er octobre 2021, l'incendie de l'hôpital Constanța pour les maladies infectieuses a fait sept morts.